# Quaestionis in Aristotelis Metaphycam
El libro Quaestiones in Aristotelis Metaphysicam (lib.I-IX). De primo rerum principio. Theoremata. Omnia cum epitomatis seu castigationibus Mauritii de Portu Hiberniae es un incunable editado en Venecia en 1497 en tamaño folio y consta de 131 hojas.
Está escrito en latín, impreso a dos columnas con letras capitales en negro a principio de cada capítulo, y el ejemplar tiene anotaciones al margen con muchas abreviaturas y algunos dibujos.

## Contenido
El libro está escrito en diferentes momentos de la vida de Escoto y cubriendo un largo periodo de tiempo:
Se tratan dos grandes temas:
1. la explicación de la diferencia entre las potencias irracionales y racionales como contraposición entre dos clases de principios activos, a saber: naturaleza y voluntad
2. La descripción de la voluntad como potencia hacia los contrarios a través de una nueva visión de las modalidades, lo que ha venido a llamarse su teoría de la contingencia sincrónica

## El autor
Juan Duns Scoto, fue un teólogo escolástico que nació en Escocia en 1266. 
Ingresó en la orden franciscana en el año 1279, en Dumfries, (se ordenó sacerdote el 17 de marzo de 1291).
Completó sus estudios de filosofía y letras en 1288 y también estudió en Cambridge, Oxford y París; (fue profesor en estas dos últimas universidades). 
Sus análisis tenían fama de sutiles, lo que le valió el sobrenombre de «Doctor Sutil». 
Estuvo considerado como santo y fue venerado sin haber sido canonizado, situación que quedó regularizada el 20 de marzo de 1993 cuando el Papa Juan Pablo II confirmó su culto como beato.
Su empeño en construir un sistema filosófico sólido y coherente, tiene sus raíces en la tradición agustinista del franciscanismo, sin embargo abandonó posteriormente la doctrina agustinista de la iluminación por influjo del aristotelismo, que explicaba el conocimiento de las verdades y esencias universales por medio de la abstracción. Sin embargo se aleja de Santo Tomás de Aquino en cuanto al conocimiento de las realidades singulares: el entendimiento, para él, conoce directamente las realidades individuales por medio de una intuición inmediata confusa. Así pues, el entendimiento capta abstractivamente lo universal y directa e intuitivamente lo individual.  

## Influencias
Su obra supone el final de la escolástica y juega un papel importante en el problema entre fe y razón.  